# Indywidualne Mistrzostwa Polski na Żużlu 2015
Indywidualne Mistrzostwa Polski na Żużlu 2015 – 71. edycja zawodów żużlowych, mająca na celu wyłonienie medalistów indywidualnych mistrzostw Polski w sezonie 2015. Rozegrano cztery turnieje ćwierćfinałowe, dwa półfinały oraz finał. Tytułu mistrza Polski z poprzedniego sezonu bronił Krzysztof Kasprzak.

## Finał
Finał rozegrano według następującej formuły: po 20 biegach zasadniczych, dwóch zawodników z największą liczbą punktów (Bartosz Zmarzlik – 14 i Janusz Kołodziej – 13) awansowało bezpośrednio do finału, natomiast o dwa pozostałe miejsca rozegrano bieg półfinałowy, z udziałem zawodników z miejsc 3–6 (Tomasz Gapiński – 12, Krzysztof Kasprzak – 11, Grzegorz Zengota – 11 i Maciej Janowski – 10). Z tego biegu do finału awansowali Tomasz Gapiński i Maciej Janowski. O miejscach w klasyfikacji końcowej decydował bieg finałowy, zakończony zwycięstwem Macieja Janowskiego.
W obsadzie finału doszło do 2 zmian: miejsce kontuzjowanych Jarosława Hampela i Damiana Balińskiego zajęli odpowiednio – Krystian Pieszczek i Adrian Cyfer.
- Gorzów Wlkp., 5 lipca 2015
- Sędzia: Krzysztof Meyze
- Widzów: 7 600

| Msc. | Zawodnik             | Klub         | Pkt    |             |  |
| ---- | -------------------- | ------------ | ------ | ----------- |  |
| 1    | Maciej Janowski      | Wrocław      | 10+2+3 | (2,2,2,2,2) |  |
| 2    | Bartosz Zmarzlik     | Gorzów Wlkp. | 14+2   | (3,2,3,3,3) |  |
| 3    | Tomasz Gapiński      | Gorzów Wlkp. | 12+3+1 | (3,3,3,2,1) |  |
| 4    | Janusz Kołodziej     | Tarnów       | 13+0   | (3,3,1,3,3) |  |
| 5    | Grzegorz Zengota     | Leszno       | 11+1   | (2,3,w,3,3) |  |
| 6    | Krzysztof Kasprzak   | Gorzów Wlkp. | 11+0   | (0,3,3,3,2) |  |
| 7    | Piotr Świderski      | Gorzów Wlkp. | 9      | (3,2,3,1,0) |  |
| 8    | Mateusz Szczepaniak  | Ostrów Wlkp. | 7      | (1,1,0,2,3) |  |
| 9    | Przemysław Pawlicki  | Leszno       | 7      | (2,1,2,1,1) |  |
| 10   | Krzysztof Buczkowski | Grudziądz    | 6      | (2,1,1,w,2) |  |
| 11   | Sebastian Ułamek     | Rybnik       | 5      | (1,1,1,0,2) |  |
| 12   | Piotr Protasiewicz   | Zielona Góra | 5      | (1,2,2,0,d) |  |
| 13   | Adrian Cyfer         | Gorzów Wlkp. | 4      | (0,0,2,2,0) |  |
| 14   | Michał Szczepaniak   | Ostrów Wlkp. | 3      | (0,0,1,1,1) |  |
| 15   | Zbigniew Suchecki    | Gniezno      | 2      | (1,u,0,0,1) |  |
| 16   | Krystian Pieszczek   | Zielona Góra | 1      | (0,0,0,1,0) |  |
|      | rez. Dawid Lampart   | Rzeszów      | ns     |             |  |
|      | rez. Ernest Koza     | Tarnów       | ns     |             |  |

Bieg po biegu:
1. (59,18) Gapiński, Buczkowski, Ułamek, Mich. Szczepaniak
2. (60,02) Kołodziej, Zengota, Mat. Szczepaniak, Kasprzak
3. (59,62) Zmarzlik, Pawlicki, Protasiewicz, Cyfer
4. (60,11) Świderski, Janowski, Suchecki, Pieszczek
5. (60,53) Gapiński, Janowski, Mat. Szczepaniak, Cyfer
6. (60,72) Kołodziej, Zmarzlik, Buczkowski, Pieszczek
7. (61,07) Zengota, Świderski, Pawlicki, Mich. Szczepaniak
8. (61,14) Kasprzak, Protasiewicz, Ułamek, Suchecki (u4)
9. (61,50) Gapiński, Pawlicki, Kołodziej, Suchecki
10. (61,74) Świderski, Protasiewicz, Buczkowski, Mat. Szczepaniak
11. (61,17) Kasprzak, Cyfer, Mich. Szczepaniak, Pieszczek
12. (59,91) Zmarzlik, Janowski, Ułamek, Zengota (w)
13. (61,62) Zengota, Gapiński, Pieszczek, Protasiewicz
14. (61,37) Kasprzak, Janowski, Pawlicki, Buczkowski (u/w)
15. (61,14) Zmarzlik, Mat. Szczepaniak, Mich. Szczepaniak, Suchecki
16. (61,88) Kołodziej, Cyfer, Świderski, Ułamek
17. (61,59) Zmarzlik, Kasprzak, Gapiński, Świderski
18. (61,79) Zengota, Buczkowski, Suchecki, Cyfer
19. (61,44) Kołodziej, Janowski, Mich. Szczepaniak, Protasiewicz (d4)
20. (62,05) Mat. Szczepaniak, Ułamek, Pawlicki, Pieszczek
21. Półfinał: (61,47) Gapiński, Janowski, Zengota, Kasprzak
22. Finał: (61,22) Janowski, Zmarzlik, Gapiński, Kołodziej